# Geomorfologické členění Slovenska
Celé Slovensko je součástí Alpsko-himálajského systému. Povrch Slovenska tvoří jednak nížiny Panonské pánve, jednak pohoří a údolí Karpat. Dále uvedené podrobné členění vychází z práce slovenských geografů Emila Mazúra a Michala Lukniše z roku 1986.

## Klíč
GEOMORFOLOGICKÁ PROVINCIE
- geomorfologická subprovincie
  - geomorfologická oblast
    - geomorfologický celek

## 1.Karpaty
1.1. ZÁPADNÍ KARPATY
- 1.1.1. Vnitřní Západní Karpaty
  - 1.1.1.1. Slovenské rudohoří
    - 1.1.1.1.1. Veporské vrchy
    - 1.1.1.1.2. Spišsko-gemerský kras
    - 1.1.1.1.3. Stolické vrchy
    - 1.1.1.1.4. Revúcka vrchovina
    - 1.1.1.1.5. Slovenský kras
    - 1.1.1.1.6. Volovské vrchy
    - 1.1.1.1.7. Černá hora
    - 1.1.1.1.8. Rožňavská kotlina

  - 1.1.1.2. Fatransko-tatranská oblast
    - 1.1.1.2.1. Malé Karpaty
    - 1.1.1.2.2. Povážský Inovec
    - 1.1.1.2.3. Tribeč
    - 1.1.1.2.4. Strážovské vrchy
    - 1.1.1.2.5. Žiar
    - 1.1.1.2.6. Malá Fatra
    - 1.1.1.2.7. Velká Fatra
    - 1.1.1.2.8. Súľovské vrchy
    - 1.1.1.2.9. Starohorské vrchy
    - 1.1.1.2.10. Chočské vrchy
    - 1.1.1.2.11. Tatry
    - 1.1.1.2.12. Nízké Tatry
    - 1.1.1.2.13. Kozí hřbety
    - 1.1.1.2.14. Branisko
    - 1.1.1.2.15. Žilinská kotlina
    - 1.1.1.2.16. Hornonitranská kotlina
    - 1.1.1.2.17. Turčianská kotlina
    - 1.1.1.2.18. Podtatranská kotlina
    - 1.1.1.2.19. Hornádská kotlina
    - 1.1.1.2.20. Horehronské podolí

  - 1.1.1.3. Slovenské středohoří
    - 1.1.1.3.1. Vtáčnik
    - 1.1.1.3.2. Pohronský Inovec
    - 1.1.1.3.3. Štiavnické vrchy
    - 1.1.1.3.4. Kremnické vrchy
    - 1.1.1.3.5. Poľana
    - 1.1.1.3.6. Ostrôžky
    - 1.1.1.3.7. Javorie
    - 1.1.1.3.8. Krupinská planina
    - 1.1.1.3.9. Zvolenská kotlina
    - 1.1.1.3.10. Pliešovská kotlina
    - 1.1.1.3.11. Žiarská kotlina

  - 1.1.1.4. Lučensko-košická sníženina
    - 1.1.1.4.1. Bodvianská pahorkatina
    - 1.1.1.4.2. Jihoslovenská kotlina
    - 1.1.1.4.3. Košická kotlina

  - 1.1.1.5. Matransko-slanská oblast
    - 1.1.1.5.1. Burda
    - 1.1.1.5.2. Cerová vrchovina
    - 1.1.1.5.3. Slanské vrchy
    - 1.1.1.5.4. Zemplínské vrchy
- 1.1.2. Vnější Západní Karpaty
  - 1.1.2.1. Slovensko-moravské Karpaty
    - 1.1.2.1.1. Bílé Karpaty
    - 1.1.2.1.2. Javorníky
    - 1.1.2.1.3. Myjavská pahorkatina
    - 1.1.2.1.4. Povážské podolí

  - 1.1.2.2. Západní Beskydy
    - 1.1.2.2.1. Moravskoslezské Beskydy
    - 1.1.2.2.2. Turzovská vrchovina
    - 1.1.2.2.3. Jablunkovské mezihoří

  - 1.1.2.3. Střední Beskydy
    - 1.1.2.3.1. Kysucké Beskydy
    - 1.1.2.3.2. Kysucká vrchovina
    - 1.1.2.3.3. Oravské Beskydy
    - 1.1.2.3.4. Podbeskydská brázda
    - 1.1.2.3.5. Podbeskydská vrchovina
    - 1.1.2.3.6. Oravská Magura
    - 1.1.2.3.7. Oravská vrchovina

  - 1.1.2.4. Východní Beskydy
    - 1.1.2.4.1. Pieniny
    - 1.1.2.4.2. Ľubovnianská vrchovina
    - 1.1.2.4.3. Čergov

  - 1.1.2.5. Podhôľno-magurská oblast
    - 1.1.2.5.1. Skorušinské vrchy
    - 1.1.2.5.1. Podtatranská brázda
    - 1.1.2.5.1. Spišská Magura
    - 1.1.2.5.1. Levočské vrchy
    - 1.1.2.5.1. Bachureň
    - 1.1.2.5.1. Spišsko-šarišské mezihoří
    - 1.1.2.5.1. Šarišská vrchovina
    - 1.1.2.5.1. Oravská kotlina

1.2. VÝCHODNÍ KARPATY
- 1.2.1. Vnitřní Východní Karpaty
  - 1.2.1.1. Vihorlatsko-gutinská oblast
    - 1.2.1.1.1. Vihorlatské vrchy
- 1.2.2. Vnější Východní Karpaty
  - 1.2.2.1. Poloniny
    - 1.2.2.1.1. Bukovské vrchy

  - 1.2.2.2. Nízké Beskydy
    - 1.2.2.2.1. Busov
    - 1.2.2.2.2. Ondavská vrchovina
    - 1.2.2.2.3. Laborecká vrchovina
    - 1.2.2.2.4. Beskydské předhoří

## 2.Panonská pánev
2.1. ZÁPADOPANONSKÁ PÁNEV
- 2.1.2. Vídeňská kotlina
  - 2.1.2.1. Záhorská nížina
    - 2.1.2.1.1. Borská nížina
    - 2.1.2.1.2. Chvojnická pahorkatina

  - 2.1.2.2. Jihomoravská pánev
    - 2.1.2.2.1. Dolnomoravský úval
- 2.1.3. Malá dunajská kotlina
  - 2.1.3.1. Podunajská nížina
    - 2.1.3.1.1. Podunajská pahorkatina
    - 2.1.3.1.2. Podunajská rovina

2.2. VÝCHODOPANONSKÁ PÁNEV
- 2.2.1. Velká dunajská kotlina
  - 2.2.1.1. Východoslovenská nížina
    - 2.2.1.1.1. Východoslovenská pahorkatina
    - 2.2.1.1.2. Východoslovenská rovina